# Змијар
Змијар (лат. Circaetus gallicus) птица је селица из реда орлова и јастребова. Име рода Circaetus се састоји из две старогрчке речи, kirkos која означава дневну птицу грабљивицу средње величине и aetos што значи орао. Друга реч латинског назива, gallicus одговара области Галија и значи „галски”, „онај из Галије”.

## Опис
Дужина тела од врха репа до врха кљуна је од 62 до 70 центиметара, а распон крила је између 166 и 184 центиметара. Маса птице је од 1200 до 2300 грама. Као и код свих птица грабљивица, женке змијара су крупније од мужјака. Ово је велики светли орао, са дугим, релативно широким крилима. Реп је узак у бази и када је скупљен, равно је одсечен. Док једри има карактеристичну силуету: врат је кратак, глава масивна, а карпални део је усмерен ка напред. Посматран одоздо, прилично је светао што га одваја од осталих врста. Глава и горњи део груди су тамносмеђи, док су крила, стомак и реп сребрнобели са уздужним ретким пругама и тачкама. Прелаз смеђе боје са груди у белу боју на стомаку је оштар и јасан. Од орла рибара и светлих форми обичног мишара се разликује по недостатку тамних флека на карпалима и по шарама на репу. Наиме, реп змијара има 3-4 тамне, ретко распоређене пруге, док је реп претходно поменутих грабљивица прошаран многобројним, густим, танким линијама.

## Распрострањење и станиште
Популације које насељавају западну, јужну и источну Европу, Блиски исток и централну Азију су селице и зиму проводе у државама Сахела, Гвинејског залива и Етиопији. Јединке индијске популације се не селе, већ су током целе године присутне на том подручју. Обично се посматрају појединачне јединке или у пару, а током једрења се може попети и на висину до 100 метара.
Станишта потребна змијару су: пашњаци, мозаичне пољопривредне површине, листопадне, четинарске и мешовите шуме, природне травне заједнице, шикаре и жбунасте заједнице, огољени камењари и литице. Насељава углавном мозаичне брдско-планинске пределе са састојинама лишћара и четинара, пре свега црног бора и са отвореним теренима где лови.

## Биологија
Грабљивица средње величине сувих, сунчаних, отворених, каменитих или песковитих предела, испресецаних четинарским или листопадним шумама, шумарцима или шибљацима са топлом или умереном климом и са мало падавина, претежно у планинама и побрђу. Бира подручја која човек ретко посећује. Претежно се храни гмизавцима, нарочито змијама, нешто ређе крупнијим гуштерима, повремено лови и водоземце, ситне сисаре, инсекте и птице. Ловне територије су простране и парови су међусобно углавном доста удаљени. Гнездо гради обично ниско на дрвећу, скоро искључиво на четинарима.

## Угроженост
Смањена доступност плена узрокована преоравањем живица, гајењем монокултура, прекомерном употребом пестицида и запостављањем традиционалног сточарства, али и фрагментација станишта настала услед шумских пожара и изградње путева може угрозити опстанак ове грабљивице у Европи. На Малти неретко бива убијен из ватреног оружја, док далеководи и уништавање гнезда представљају додатне претње. Веома је осетљив на изградњу ветропаркова. Током зимовања, у Западној Африци, на ову врсту негативно утиче деградација станишта у виду сече шума, прекомерне испаше и изложеност пестицидима.

## Змијар у Србији
Током 19. и 20. века ретка је и малобројна гнездарица Србије. Гнезди се у већем делу Србије јужно од Саве и Дунава, док је у Војводини гнездарица једино у југоисточном Банату. У периоду сеобе посматран је широм земље. Сматра се да од краја 20. века популација броји између 120 и 140 гнездећих парова, а тренд популације је оцењен као мали пораст уз ширење ареала.
Фактори угрожавања у Србији:
- ширење површина за туризам и рекреацију на подручјима где се врста гнезди или лови
- обнова вегетације услед напуштања традиционалних облика сточарства и ратарства, депопулација села и пошумљавање
- рекреативне активности појачавају узнемиравање у периоду гнежђења
- експлоатација шумских ресурса на местима гнежђења
- шумски пожари нарочито у састојинама четинара у којима се најчешће гнезди
- нелегално убијање током сеобе и гнежђења у Србији и земљама миграторног пута